# Podoschtroumpfa magna
Podoschtroumpfa magna är en insektsart som beskrevs av Soulier-perkins 1998. Podoschtroumpfa magna ingår i släktet Podoschtroumpfa och familjen Lophopidae. Inga underarter finns listade i Catalogue of Life.